# Elsa Nuñez
Elsa Nuñez (Santo Domingo, República Dominicana, 1943) es una pintora, dibujante y educadora dominicana, miembro honorífica del Consejo Nacional de Cultura.

## Biografía
Elsa Núñez nació en la ciudad de Santo Domingo, República Dominicana, en 1943. A los 12 años inició sus estudios en la Escuela Nacional de Artes Plásticas y posteriormente cursó estudios de filosofía en la Universidad Autónoma de Santo Domingo. En 1970 viajó a Madrid para realizar estudios de postgrado en la Real Academia de Bellas Artes de San Fernando. Regresó a la República Dominicana, donde ejerció como profesora de dibujo y luego de pintura en la Escuela Nacional de Artes Plásticas.
Contrajo matrimonio con el actor y pintor Ángel Haché en 1973. Juntos dirigieron talleres artísticos de creatividad infantil en el Museo de las Casas Reales y en el Club del Banco Central en Santo Domingo.
Desde la década de 1960 ha participado en más de 60 exposiciones colectivas y 40 individuales, tanto a nivel nacional como internacional. Ha presentado su trabajo en espacios como el Instituto de Cultura Hispánica de Madrid, el Museo de las Casas Reales, el Museo de Arte Moderno de Santo Domingo, el Museo del Hombre, la Casa de Italia, Altos de Chavón y la Galería Fórum, entre otros.
En 2016 fue declarada Gloria de la Pintura Nacional por la Cámara de Diputados de la República Dominicana.
Según Cándido Gerón, «la construcción pictórica de Elsa Núñez es parte de una realidad concreta y material, enfatizada por una iconografía y una síntesis factural coherente y estructural. Su obra recoge diversos signos mágicos, reconocibles que permiten extender los perfiles de su identidad nacional».

## Distinciones y premios
- 1962: Primer premio de pintura en la XX Exposición colectiva de la Escuela Nacional de Bellas Artes con la obra Mujeres Tristes.[12]
- 1963: Segundo premio de pintura en el Concurso Bicentenario dirigido por el Ayuntamiento de la ciudad de Baní.
- 1967: Tercer premio de pintura en el III Concurso de Arte Eduardo León Jimenes[13][14]
- 1967: Premio "La Máscara" a la mejor exposición del año en República Dominicana.
- 1977: Quinto premio único de pintura, concurso realizado por la Embajada y la Casa España.
- 1996: Le otorgan la Medalla al Mérito por la Dirección General Promoción de la Mujer.
- 2000: La presidencia de la República Dominicana le otorga el Premio a la Excelencia Profesional.[15]
- 2014: Premio Nacional de Artes Plásticas de la República Dominicana.[16]